# Animais a bordo do RMS Titanic

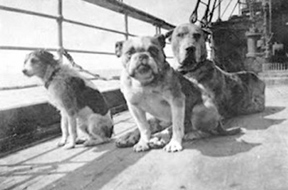
Cães a bordo de um revestimento oceânico, embora não o Titanic.

Havia muitos animais a bordo do RMS Titanic durante sua desastrosa viagem inaugural, que terminou com o naufrágio do navio em 15 de abril de 1912 após colidir com um iceberg. Incluíam cães, gatos, galinhas, outros pássaros e um número desconhecido de ratos. Os cães e gatos foram trazidos a bordo dos botes salva-vidas por seus donos e sobreviveram, mas o restante dos animais pereceu no desastre.

## Inventários dos animais
O navio tinha sua própria gata oficial chamada Jenny, que era mantida a bordo do Titanic como mascote e também trabalhava para manter a população de ratos e camundongos. Transferida do navio irmão do Titanic, o Olympic, Jenny deu à luz na semana anterior da partida do Titanic de Southampton. Ela normalmente vivia na cozinha do navio, onde a equipe alimentava ela e seus gatinhos com sobras das cozinhas. A comissário de bordo Violet Jessop escreveu que a gata "colocou sua família perto de Jim, o garçom, cuja aprovação ela sempre procurava e este sempre lhe dava devoção calorosa".
Um número de cães foram trazidos a bordo pelos passageiros como animais de estimação. A maioria era mantida em canis no convés do navio, embora alguns passageiros da Primeira Classe mantivessem os deles em suas cabines. – provavelmente sem o conhecimento da tripulação ou com vistas grossas, como não era de se esperar. O carpinteiro do navio, John Hutchison, era responsável pelo bem-estar dos cães. Os cães do canil eram exercitados diariamente no convés de popa por um comissário de bordo ou um dos mensageiros. Quanto aos cães menores, o pintor americano Francis Davis Millet escreveu com desaprovação em uma carta enviada na última parada do Titanic, Queenstown na Irlanda, "Olhando para a lista dos [passageiros], só encontro três ou quatro pessoas que conheço, mas existem [...] um número de mulheres americanas desagradáveis e ostensivas, o flagelo de qualquer lugar que eles infestam, e pior a bordo do que em qualquer lugar. Muitas delas carregam cães pequenos e levam os maridos em volta como cordeiros de estimação". Os donos de cães tinham planejado realizar um show de cães a bordo do navio na manhã de 15 de abril, mas o Titanic afundaria na noite anterior.
Os detalhes de vários cães a bordo do 'Titanic' foram anotados e incluíam:
- Um King Charles Spaniel e um velho Airedale terrier, de propriedade de William Carter.
- Chow-Chow, a chow-chow de propriedade de Harry Anderson.
- Um buldogue francês campeão chamado Gamin de Pycombe, de propriedade de Robert Williams Daniel, que o tinha comprado na Inglaterra pelo alto preço de £150 (£13.393 em valores de 2015).
- Um cão de raça grande, possivelmente um dogue alemão, de propriedade de Ann Elizabeth Isham.
- Kitty, outro Airedale Terrier, de propriedade do milionário John Jacob Astor.
- Um lulu-da-pomerânia de propriedade de Margaret Bechstein Hays, que ela manteve (provavelmente clandestinamente) em sua cabine.
- Um cão de propriedade de Elizabeth Rothschild, também mantido em sua cabine.
- Um Pequinês chamado Sun Yat Sen, de propriedade de Henry Sleeper Harper e sua esposa Myra.
- Frou-Frou, um cão miniatura de propriedade de Helen Bishop. O cão foi autorizado a permanecer em sua cabine pois os mordomos o consideraram "muito bonito" para colocar entre os cães maiores nos canis.[6]

Provavelmente havia mais cães a bordo, mas seus detalhes (e proprietários) não sobreviveram. O passageiro Charles Moore de Washington, D.C. fez uma mudança de última hora em seus planos de transportar a bordo do Titanic 100 foxhounds ingleses, que ele pretendia usar para iniciar uma caça à raposa ao estilo inglês na área de Washington. Eles foram embarcados em outro navio.
Assim como os cães e gatos, havia um número de pássaros a bordo. Ella Holmes White de Nova Iorque trouxe quatro galos e galinhas, que provavelmente foram mantidos dentro ou perto dos canis no Convés F. Ela os importara da França com a intenção de melhorar seu estoque de aves domésticas em casa. Outra mulher disse ter trazido 30 galos a bordo e Elizabeth Ramel Nye trouxe seu canário amarelo. Dois cães e um canário desembarcaram com os passageiros que deixaram o navio em Cherbourg, primeiro porto de escala do Titanic depois de Southampton. Os animais viajavam com seus próprios bilhetes e até o canário que saiu do navio em Cherbourg teve que pagar a quantia de 25 centavos de dólar.
Como qualquer outro navio da época, o Titanic tinha uma substancial população de ratos. Um deles foi visto correndo pela Sala de Jantar da Terceira Classe na noite do naufrágio, para o choque e a surpresa dos comensais. Algumas das mulheres que o viram irromperam em lágrimas, enquanto os homens tentaram sem sucesso capturar o rato.

## Destino dos animais
Poucos dos animais do Titanic sobreviveram ao naufrágio do navio. Três dos cães foram levados a bordo dos botes salva-vidas por seus donos. O lulu-da-pomerânia de Hays escapou a salvo bote salva-vidas número 7 e viveu até 1919, enquanto Elizabeth Rothschild se recusou a embarcar no bote número 6 até que que permitissem a entrada também de seu cão. Henry e Myra Harper trouxeram seu pequinês a bordo do bote número  3, mas Helen Bishop teve que abandonar Frou-Frou em sua cabine. O cão tentou impedi-la de sair segurando seu vestido com os dentes até que a costura rasgou. Posteriormente, Bishop falou de sua tristeza: "A perda de meu cãozinho me machuca  muito. Eu nunca vou esquecer como ele segurou  minhas roupas. Ele queria tanto me acompanhar".
Nenhum dos outros animais sobreviveu. Em algum ponto durante o naufrágio, alguém decidiu libertar os cães dos canis, deixando um bando de cães nervosos  subindo e descendo o convés inclinado quando o navio afundou. Diz-se que uma passageira se recusou a se separar de seu cachorro e optou por permanecer a bordo. Alguns dias depois do naufrágio, enquanto o SS Bremen passava por uma área repleta de detritos e corpos flutuando na água, os passageiros viram o corpo de uma mulher segurando firmemente um grande cão nos braços. O buldogue de Robert W. Daniel, Gamin de Pycombe, foi visto pela última vez na água nadando por sua vida depois que o navio afundou.
Após o naufrágio, vários dos proprietários de animais sobreviventes fizeram pedidos de indenização por seus animais de estimação e aves perdidas. Daniel pediu $750 pela perda de seu buldogue com pedigree, enquanto Carter reivindicou $300 pela perda de seus dois cães. White pediu $207,87 por suas galinhas perdidas e Chow-Chow foi avaliado por Anderson em $50. Apenas três dos doze cães sobreviveram ao naufrágio.